# Decatur (Alabama)
Decatur je město ve Spojených státech amerických. Nachází se v okrese Morgan County, jehož je zároveň správním městem, ve státě Alabama. Ve městě žije přibližně 58 tisíc obyvatel a jeho rozloha činí 156,6 km². Část města leží také v Limestone County. Je desátým nejlidnatějším městem v Alabamě a 682. nejlidnatějším městem v USA.
Město bylo založeno roku 1821. Leží na řece Tennessee. Sousedí s městem Huntsville. Pojmenováno bylo po Stephenu Decaturovi. Město leží v oblasti s vlhkým subtropickým podnebím.

## Rodáci
- Mae Jemisonová (* 1956) – americká astronautka
- Lucas Black (* 1982) – americký herec